# Joseph Levering
Joseph Levering (Columbus, 20 de juliol de 1874 - Kansas City, 27 d'agost de 1943) va ser un director de cinema, guionista i actor estatunidenc.

## Biografia
Va començar a treballar al cinema com a actor el 1911, en un curtmetratge produït per Edison Company, debutant com a director el 1914, rodant el seu primer film en col·laboració amb Willard Louis per a la Lubin Manufacturing Company. Levering també va tenir l'oportunitat de treballar amb Cecil B. DeMille.
El seu únic film sonor com a intèrpret, i l'últim en què va actuar, va ser Sporting Chance, d'Albert Herman. En no superar la transició al cinema sonor com a actor, Levering es va centrar a partir de llavors a la direcció i a l'escriptura de guions. En total, al llarg de la seva carrera, que va finalitzar el 1939, va dirigir més de trenta pel·lícules, va actuar en vint-i-cinc, la gran majoria curtmetratges, i va participar en cinc com a guionista.

## Filmografia

### Actor
- 1911 : How Sir Andrew Lost His Vote
- 1911 : The Awakening of John Bond
- 1912 : The Beach Combers
- 1912 : The Great Steeplechase
- 1912 : The Three Bachelors' Turkey
- 1912 : The Country Boy
- 1912 : The Simple Life
- 1912 : The Lass of Gloucester
- 1912 : Saved at the Altar
- 1912 : A Western Girl's Dream
- 1913 : Shadows of the Moulin Rouge
- 1913 : Ben Bolt
- 1913 : The Star of India
- 1913 : The Rogues of Paris
- 1913 : The Lame Man
- 1913 : The Soul of Man
- 1913 : Gratitude
- 1913 : The Fight for Millions
- 1913 : Brennan of the Moor
- 1913 : The Pit and the Pendulum
- 1913 : Kelly from the Emerald Isle
- 1913 : In the Power of Blacklegs
- 1914 : The Temptations of Satan
- 1914 : The Line-Up at Police Headquarters
- 1914 : A Fight for Freedom
- 1914 : The Dream Woman
- 1915 : The Vivisectionist
- 1915 : The Spender
- 1915 : The Shop Nun
- 1915 : Back to the Farm
- 1915 : The Room Between
- 1916 : Paying the Price
- 1916 : The Tortured Heart
- 1916 : The Haunted Manor
- 1931 : Sporting Chance

### Director
- 1914 : A Family Intermingle
- 1914 : Oh! What a Dream
- 1914 : A Twisted Affair
- 1914 : Mulligan's Ghost
- 1914 : When Lions Escape
- 1914 : Love Charm
- 1914 : The Red Cross Nurse
- 1914 : Why Skunkville Went Dry
- 1914 : Kissing Germ
- 1914 : The New Apprentice
- 1914 : What Would You Do?
- 1914 : Back to the Farm
- 1915 : Capital Punishment
- 1915 : Tides of Time
- 1915 : The Cup of Chance
- 1915 : Back to the Farm
- 1916 : Paying the Price
- 1917 : The Victim
- 1917 : The Little Samaritan
- 1917 : The Little American
- 1917 : The Road Between
- 1917 : Little Miss Fortune
- 1918 : The Transgressor
- 1920 : Luring Shadows
- 1920 : His Temporary Wife
- 1922 : Flesh and Spirit
- 1922 : Determination
- 1923 : Finger Prints
- 1923 : The Tie That Binds
- 1924 : Who's Cheating?
- 1925 : Unrestrained Youth
- 1925 : Lilies of the Streets
- 1931 : Defenders of the Law
- 1931 : La cautivadora
- 1931 : Sea Devils
- 1933 : Cheating Blondes
- 1938 : In Early Arizona
- 1938 : Phantom Gold
- 1938 : Pioneer Trail
- 1938 : Stagecoach Days
- 1938 : Rolling Caravans
- 1939 : The Law Comes to Texas
- 1939 : Lone Star Pioneers
- 1939 : Frontiers of '49

### Guionista
- 1937 : Law of the Ranger
- 1937 : Reckless Ranger
- 1937 : The Rangers Step In
- 1939 : Riders of the Frontier
- 1940 : Terry and the Pirates